# Olympic Tower (New York City)
Olympic Tower este o clădire ce se află în New York City.

## Legături externe
- Site oficial
- Olympic Tower la City Realty